# إنديانابوليس 500 سنة 2010
سباق إنديانا بوليس -500 ميل 2010 أقيم في حلبة إنديانابوليس موتور سبيدواي في 30 مايو 2010 وفاز في السباق داريو فرانشيتي بمتوسط سرعة 161.623 ميل/س (260.107 كم/س).
وكان أول المنطلقين هيليو كاسترو نيفيز بسرعة 227.970 ميل/س (366.882 كم/س).